# Rivière de Beaugendre
Rivière de Beaugendre är ett vattendrag i Guadeloupe (Frankrike). Det ligger i den sydvästra delen av Guadeloupe, 10 km nordväst om huvudstaden Basse-Terre.